# L'Amante anglaise (pièce de théâtre)
Pour les articles homonymes, voir L'Amante anglaise.
L'Amante anglaise est une pièce de théâtre de Marguerite Duras créée en 1968 au Théâtre national populaire-Théâtre de Chaillot (salle Gémier).
D’un fait divers criminel réél survenu en 1949, Marguerite Duras avait tiré une pièce, Les Viaducs de la Seine-et-Oise, montée en 1960 par Claude Régy. Peu satisfaite de cette version, elle revient sur cette histoire et la modifie. Le roman L'Amante anglaise paraît en 1967, la pièce est représentée un an plus tard.
Claire Lannes tue sa cousine sourde et muette, découpe le corps et jette les morceaux dans des trains de marchandises qui passent sous un viaduc situé près de chez elle. Arrêtée, interrogée, elle avoue sans difficulté son crime mais se montre incapable d’expliquer pourquoi elle l’a commis.

## Théâtre national populaire en 1968
- Mise en scène : Claude Régy
- Costumes : Yves Saint Laurent (pour Madeleine Renaud)
- Personnages et interprètes :
  - Claire Lannes : Madeleine Renaud
  - Pierre Lannes : Claude Dauphin
  - L’interrogateur : Michaël Lonsdale
  - Voix off : François Périer

## Théâtre Récamier en 1971
- Mise en scène : Claude Régy
- Personnages et interprètes :
  - Claire Lannes : Madeleine Renaud
  - Pierre Lannes : Jean Servais
  - L’interrogateur : Michaël Lonsdale

## Théâtre d'Orsay en 1976
- Mise en scène : Claude Régy
- Personnages et interprètes :
  - Claire Lannes : Madeleine Renaud
  - Pierre Lannes : Claude Dauphin
  - L’interrogateur : Michaël Lonsdale

## Théâtre Renaud-Barrault en 1981
- Mise en scène : Claude Régy
- Personnages et interprètes :
  - Claire Lannes : Madeleine Renaud
  - Pierre Lannes : Pierre Dux
  - L’interrogateur : Michaël Lonsdale

Spectacle repris en 1989 dans le même théâtre et avec la même distribution.

## Théâtre de l'Œuvre en 1999
- Mise en scène : Patrice Kerbrat
- Personnages et interprètes :
  - Claire Lannes : Suzanne Flon
  - Pierre Lannes : Jean-Paul Roussillon
  - L’interrogateur : Hubert Godon (Gérard Lartigau en tournée)

## Théâtre de la Madeleine en 2009
- Mise en scène : Marie-Louise Bischofberger
- Décors : Bernard Michel
- Costumes : Bernadette Villard
- Lumières : Dominique Borrini
- Personnages et interprètes :
  - Claire Lannes : Ludmila Mikaël
  - Pierre Lannes : Ariel Garcia-Valdès
  - L’interrogateur : André Wilms

## Théâtre de l'Atelier en 2024
- Mise en scène : Jacques Osinski
- Décors : Marie Potonet
- Costumes : Hélène Kritikos
- Lumières : Catherine Verheyde
- Personnages et interprètes :
  - Claire Lannes : Sandrine Bonnaire
  - Pierre Lannes : Grégoire Oestermann
  - L’interrogateur : Frédéric Leidgens
  - Voix off : Denis Lavant

## Maison Saint-Gervais Genève, Odéon-Théâtre de l'Europe, Bonlieu scène nationale Annecy et le Théâtre de Vidy Lausanne en 2025
- Mise en scène : Émilie Charriot[1]
- Décors :
- Costumes :
- Lumières :
- Personnages et interprètes :
  - Claire Lannes : Dominique Reymond
  - Pierre Lannes : Laurent Poitrenaux
  - L’interrogateur : Nicolas Bouchaud